# جودي باري
جودي باري (بالإنجليزية: Judi Bari)‏ (7 نوفمبر 1949 - 2 مارس 1997) كانت ناشطة بيئية أمريكية وقائدة في الحركة العمالية، ونسوية، ولاسلطوية والمنظمة الرئيسية لحملات مجموعة الأرض أولًا! ضد قطع الأشجار في غابات الخشب الأحمر القديمة في شمال كاليفورنيا في الثمانينيات والتسعينيات من القرن العشرين. نظمت الجهود من خلال مجموعة الأرض أولًا–واتحاد عمال مصانع العالم لوكال 1 للجمع بين عمال الأخشاب وأنصار البيئة ضمن قضية مشتركة.

## الخلفية العائلية والحياة المبكرة
ولدت باري وترعرعت في سيلفر سبرينغ، بولاية ماريلند، وكانت ابنة عالمة الرياضيات روث آرونسون باري وصانع الألماس آرثر باري. كان أفراد عائلة باري الكبار ناشطين في السياسة اليسارية. دافعوا عن الحقوق المدنية وعارضوا حرب فيتنام. كانت إحدى شقيقات جودي باري هي الصحفية الكاتبة العلمية في نيويورك تايمز جينا كولاتا. كانت أختها الأخرى، مارثا باري، مؤرخة فنية. كان والد باري من أصل إيطالي وكانت والدتها يهودية. رغم أن جودي التحقت بجامعة ميريلاند لمدة خمس سنوات، انسحبت دون أن تتخرج. اعترفت بأن حياتها المهنية في الكلية كانت بارزة للغاية في «المظاهرات المناهضة لحرب فيتنام».
قبل انتقالها إلى شمال كاليفورنيا، كانت باري موظفة في سلسلة متاجر وأصبحت منظمة نقابية في قوتها العاملة. في وظيفتها التالية كمناولة بريد، نظمت حركة إضراب عشوائي في مرافق الخدمة البريدية بالجملة للولايات المتحدة في ماريلند.
في عام 1978، التقت باري بزوجها اللاحق مايك سويني في مؤتمر منظمي العمال. كانت لهما مصالح مشتركة في السياسة الراديكالية. كان سويني خريجًا من جامعة ستانفورد وعضوًا في المجموعة الماوية فينسيريموس (بمعنى سننتصر) في أوائل السبعينيات من القرن العشرين. بحلول عام 1980 كانا متزوجين ويعيشان في سانتا روزا بولاية كاليفورنيا. كانا بارزين في حركة حي تتطالب بإغلاق مهبط للطائرات في غرب سانتا روزا، مدعين أنه سيُوسع ليصبح مطارًا تجاريًا. ثبتت صحة تحذيراتها لاحقًا. تغير اسم المطار إلى مطار تشارلز إم شولتز - مقاطعة سونوما، وجهز رحلات تجارية يومية إلى وجهات في جميع أنحاء الولايات المتحدة الغربية. أنجبت ابنتين، ليزا (1981) وجيسيكا (1985).

## الأنشطة السياسية والمحافظة
خلال الفترة من أوائل إلى منتصف الثمانينيات من القرن العشرين، خصصت باري وقتها لمجموعة «تعهد المقاومة»، وهي مجموعة عارضت سياسات الولايات المتحدة في أمريكا الوسطى. كانت مبدعة في استخدام مكبر الصوت. حررت وكتبت ورسمت رسومًا متحركة للمنشورات والمطبوعات السياسية. نحو عام 1985، انتقلت باري شمالًا مع زوجها وطفلتيها إلى قرب ريدوود فالي في مقاطعة ميندوسينو، كاليفورنيا.
في عام 1986، استحوذ مليونير هيوستن تشارلز هورويتز على شركة باسيفيك لومبر وضاعف معدل قطع الاخشاب كوسيلة لسداد تكلفة الاقتناء. أثار هذا غضب أنصار البيئة ولفت انتباه الوكالات الحكومية بسبب استخدام سندات عالية المخاطر. أصبحت الاحتجاجات ضد قطع الأخشاب البدائية من قبل شركة باسيفيك لومبر محط اهتمام  مجموعة الأرض أولًا! في السنوات التالية.
في 8 مايو عام 1987، وقع حادث في منشرة ضمن مطحنة لويزيانا باسيفيك في كلوفيردالي بولاية كاليفورنيا. كاد عامل الطاحونة جورج ألكسندر أن يموت بسبب الإصابات التي لحقت به عندما ضربت شفرة المنشار شوكة في قطعة خشب أثناء طحنها، ما أدى إلى إنتاج شظايا. انتشر الخبر على نطاق واسع. أُلقي اللوم على مجموعة الأرض أولًا! بسبب حوادث تخريب المعدات التي وقعت في المنطقة التي أُخذت منها الخشبة، لكن لم يكن واضحًا من يتحمل مسؤولية الشوكة. دفعت الإعلانات السيئة عن الحادث مجموعة الأرض أولاً! إلى نفي عمليات تشويك الشجر (لكنها لم تنف أشكال التخريب الأخرى).
في عام 1988، كان لباري دور كبير في إنشاء اتحاد عمال مصانع العالم لوكال 1، الذين تحالفوا مع مجموعة الأرض أولًا! في الاحتجاجات ضد قطع الخشب الأحمر البدائي. استخدمت باري خلفيتها في تنظيم العمال لإدارة ورشة عمل حول عمال مصانع العالم في موعد مع مجموعة الأرض أولاً! في كاليفورنيا. سعى تشكيل تحالف مجموعة الأرض أولًا وعمال مصانع العالم لوكال 1 إلى الجمع بين أنصار البيئة وعمال الأخشاب الذين كانوا قلقين بشأن معدلات قطع الأخشاب. في ذلك العام، أنشأت باري أول حصار للغابات على حساب توسيع مكتب إدارة الأراضي التابعة لساوث فورك إل ريفر ويلديرنيس. نظمت باري مظاهرة مضادة لحماية جمعية تنظيم الأسرة الأمريكية في وكياه.
رأى العديد من عمال الأخشاب أن تصرفات باري تهدد سبل عيشهم. في هذا الوقت، كان أنصار البيئة يدعمون دعاويهم القانونية من خلال الاحتجاج على قطع الأخشاب بحصار مواقع العمل في الغابة والجلوس تحت الأشجار. في المقابل، رأى الحطابون مثل هذه الأعمال على أنها مضايقة. غالبًا ما كانت المواجهات بين قاطعي الأشجار والمتظاهرين حادة وأحيانًا عنيفة. كانت ردود الفعل على مشاركة باري في الاحتجاجات عنيفة، وشملت صدم سيارتها بواسطة شاحنة لقطع الأشجار في عام 1989، بالإضافة إلى التهديدات بالقتل. في أغسطس عام 1989، أُصيب متظاهر من أنصار البيئة، ميم هيل، بكسر في أنفه في مواجهة احتجاجية مع قاطعي الأشجار في الغابة. اتهمت دعوى قانونية لاحقة أحد قاطعي الأشجار بالاعتداء، وادعت أن تطبيق القانون لم يحمه من الهجوم.
تماشيًا مع إيمانها المعلن بالأعمال اللاعنفية، استغلت باري قوة الموسيقى كجزء من مظاهراتها. عزفت على الكمان وغنت مؤلفات لداريل شيرني وأحيانًا مؤلفات خاصة بها. أثارت عناوين أغانيهم وكلماتهم الجدل باستخدام اللغة الانفعالية.
نشأت خلافات بين باري وزوجها نتيجة اختلاف حياتهما ومساراتهما السياسية، وصعوبة التوفيق بين العمل السياسي والتزامات الأبوة والأمومة. في عام 1988، في فترة طلاقها من زوجها، التقت بداريل شيرني ونشأت علاقة رومانسية بينهما بُنيت جزئيًا على المعتقدات السياسية المشتركة.
في عام 1990، سحب نادي سييرا دعمه من التشريعات المعدلة لقواعد ممارسات الغابات في كاليفورنيا والبدء بعملية إنشاء محمية منابع الغابات على أرض شركة باسيفيك لومبر، واختار بدلاً من ذلك دعم مبادرة الناخبين، الاقتراح رقم 130، الملقب بـ«الغابات إلى الأبد». عارض العاملون في صناعة الأخشاب ذلك بشدة. رداً على ذلك، بدأ أنصار البيئة بتنظيم ريدوود سمر، وهي حملة احتجاجات لاعنفية ركزت على إبطاء عمليات قطع غابات الخشب الأحمر في شمال كاليفورنيا إلى أن تكتسب هذه الغابات حماية إضافية بموجب الاقتراح رقم 130. استوحي اسم حملتهم من حملة فريدوم سمر لحركة الحقوق المدنية. كان لباري دورًا رئيسيًا في عملية استدعاء المتظاهرين من الجامعات في جميع أنحاء الولايات المتحدة. في 6 نوفمبر عام 1990، أُسقط الاقتراح رقم 130 من قبل ناخبي كاليفورنيا. شدد المعارضون على أنشطة ريدوود سمر ودعم مجموعة الأرض أولاً! للاقتراح رقم 130.
أثناء تنظيم حملة ريدوود سمر، وجهت باري جهودها إلى مقاطعة ميندوسينو وبدأ شيرني بتجنيد الناشطين. استفادت عملية تقسيم العمل من علاقات باري المحلية وعلاقاتها مع بعض عمال صناعة الخشب التي تطورت خلال جهود التنظيم النقابي. أبقت أيضًا شيرني على مسافة بعيدة حيث تبقى سمعته في دعم أعمال التخريب والميل إلى الإجراءات العدائية تجاه عمال الأخشاب أقل تضررًا. كان أسلوبه الحارق أكثر ملاءمة للناشطين الهمجيين في مجموعة الأرض أولاً! الذين شاركوه عداءه تجاه عمال الأخشاب ولم يكترثوا بالعواقب على المجتمع.

## وصلات خارجية
- الموقع الرسمي
- جودي باري على موقع IMDb (الإنجليزية)
- جودي باري على موقع ميوزك برينز (الإنجليزية)
- جودي باري على موقع ديسكوغز (الإنجليزية)
- جودي باري على موقع قاعدة بيانات الفيلم (الإنجليزية)